# Mike Costin
Michael Charles Costin (ur. 1929 w Londynie) – brytyjski inżynier, współzałożyciel firmy Cosworth.

## Życiorys
Uczęszczał do Salvatorian College w Wealdstone. W 1950 roku został inżynierem lotnictwa w De Havilland. Trzy lata później w dzień pracował tam jako projektant, a w nocy pracował dla Lotusa. W 1956 roku został dyrektorem technicznym w Lotusie. Rok później w Lotusie poznał Keitha Duckwortha, z którym w 1958 roku założył firmę Cosworth. W 1962 roku rozpoczął pracę w Cosworth na pełnym etacie. Firma ta produkowała ze wsparciem Forda silniki dla zespołów Formuły 1, na których tacy kierowcy jak Jackie Stewart, Emerson Fittipaldi czy Nelson Piquet zdobywali tytuły mistrzów świata.
Costin pracował jako konsultant w firmie produkującej motocykle, Triumph. Sam siebie opisuje jako "studiującego przez 40 lat na Uniwersytecie Duckwortha".